# Anopsicus cubanus
Anopsicus cubanus is een spinnensoort uit de familie trilspinnen (Pholcidae). De soort komt voor in Cuba. 